# Сиголово (Тосненский район)
Сиголово (фин. Siikala) — деревня в Шапкинском сельском поселении Тосненского района Ленинградской области.

## История
На карте Санкт-Петербургской губернии Ф. Ф. Шуберта 1834 года обозначена деревня Сигалово при озере Сиголовском.

СИГАЛОВА — деревня принадлежит полковнику Александру Дубянскому, число жителей по ревизии: 21 м. п., 22 ж. п. (1838 год)

В пояснительном тексте к этнографической карте Санкт-Петербургской губернии П. И. Кёппена 1849 года она записана как деревня Siikala (Сигалова) и указано количество её жителей на 1848 год: савакотов — 14 м. п., 16 ж. п., всего 30 человек. Деревня входила в лютеранский приход Ярвисаари.
Деревня Сигалова упоминается карте профессора С. С. Куторги 1852 года.

СИГАЛОВА — деревня госпожи Марковой, по почтовому тракту и просёлочной дороге, число дворов — 9, число душ — 18 м. п. (1856 год)

Число жителей деревни по X-ой ревизии 1857 года: 22 м. п., 19 ж. п..

СИГАЛОВО — деревня владельческая при озере Сигаловском, число дворов — 14, число жителей: 23 м. п., 33 ж. п. (1862 год)

Согласно подворной переписи 1882 года в деревне Сигалово проживали 11 семей, число жителей: 31 м. п., 33 ж. п.; разряд крестьян — собственники, все лютеране.
В 1883 году 118 десятин земли при деревне Сигалово за 4500 рублей купила жена действительного статского советника Л. К. Кольман.
В конце XIX — начале XX века деревня административно относилась к Шапкинской волости 1-го стана Шлиссельбургского уезда Санкт-Петербургской губернии. По приходским данным население деревни было исключительно финским.
Согласно военно-топографической карте Петроградской и Новгородской губерний издания 1917 года деревня называлась Сигялова и находилась при озере Сагаловском.
С 1917 по 1921 год деревня Сиголово входила в состав Сиголовского сельсовета Шапкинской волости Шлиссельбургского уезда.
С 1922 года в составе Старосельского сельсовета.
С 1923 года в составе Лезьенской волости Ленинградского уезда.
С 1924 года в составе Шапкинского сельсовета.
Согласно данным переписи населения СССР 1926 года в деревне Сиголово II проживали 156 человек — большинство ингерманландцы, а также русские и эстонцы. К северу от деревни, в Лезьенском сельсовете Лезьенской волости находилась деревня Сиголово I.
С февраля 1927 года в составе Ульяновской волости. С августа 1927 года в составе Колпинского района.
В 1928 году во время обследования ЛОИКФУН финских деревень на территории Мгинского района было отмечено, что в деревне сохранился эвремейский диалект финского языка.
С 1930 года в составе Тосненского района.

План деревни Сиголово. 1931 год

Согласно топографической карте 1931 года деревня называлась Сигалово и насчитывала 34 крестьянских двора.
По данным 1933 года деревня Сиголово входила в состав Шапкинского сельсовета Тосненского района.
В 1940 году население деревни Сиголово составляло 174 человека.
До начала Великой Отечественной войны в деревне проживало финское население.
Деревня была освобождена от немецко-фашистских оккупантов 22 января 1944 года.
В 1958 году население деревни Сиголово составляло 35 человек.
По данным 1966, 1973 и 1990 годов деревня Сиголово также находилась в составе Шапкинского сельсовета.
В 1997 году в деревне Сиголово Шапкинской волости проживали 14 человек, в 2002 году — 24 человека (русские — 87 %).
В 2007 году в деревне Сиголово Шапкинского СП — 7 человек.

## География
Деревня расположена в северо-восточной части района на автодороге 41А-004 (Павлово — Мга — Луга), к северу от центра поселения — посёлка Шапки.
Расстояние до административного центра поселения — 2,8 км.
Расстояние до ближайшей железнодорожной станции Шапки — 4 км.
В центре деревни расположено небольшое озеро.

## Демография
| 1862 | 2007 | 2010 | 2017 |
| ---- | ---- | ---- | ---- |
| 56   | ↘7   | ↗17  | ↗27  |

## Улицы
Архитектурный проезд, Береговая, Заозёрный проезд, Заречная, Солнечная, Цветочная.